# یوشیکازو کاتو
یوشیکازو کاتو (انگلیسی: Yoshikazu Katō؛ زادهٔ ۱۹۷۲ (۵۲–۵۳ سال)) کارگردان فیلم، و فیلم‌نامه‌نویس اهل ژاپن است.